# Keithley Instruments

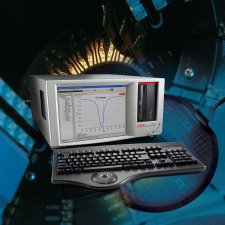
Messgerät von Keithley Instruments

Keithley Instruments ist ein amerikanischer Hersteller von messtechnischen Geräten wie Multimeter und Sourcemetern, mit Sitz in Solon, im Bundesstaat Ohio.

## Geschichte
Das Unternehmen wurde 1946 in Cleveland im US-Bundesstaat Ohio von Joseph F. Keithley in einer Garage gegründet, 1964 verlegte das Unternehmen den Firmensitz nach Solon. Seit 1995 war das Unternehmen an der New York Stock Exchange gelistet.
Im Jahr 2010 wurde das Unternehmen von der Danaher Corporation übernommen, und stark mit dem Messinstrumentenbauer Tektronix verbunden, der bereits seit 2007 eine Tochter von Danaher war. Seit 2012 verfügten Tektronix und Keithley über einen gemeinsamen Vertrieb. Über eine Abspaltung der Maschinenbausparte Danahers wurde Keithley Teil der Fortive Corporation. Heute ist Keithley eine Marke von Tektronix.

## Produkte
Das erste Produkt des Unternehmens war der Phantom Repeater, ein Verstärker für schwache elektrische Signale, die dadurch mit damals üblicher Messtechnik gemessen werden konnten. In den 1980er Jahren wurden die ersten Source-Measure-Geräte von Keithley vorgestellt.
Seit 2012 ist ein Sourcemeter auf dem Markt, mit einer Messauflösung von bis zu 0,1 fA. Eine solche Auflösung ist bei anderen Herstellern auf dem Markt nicht gegeben.